# Groupe Godó
Vous pouvez aider à l'améliorer ou bien discuter des problèmes sur sa page de discussion.
- Il ne cite pas suffisamment ses sources. Vous pouvez indiquer les passages à sourcer avec {{référence nécessaire}} ou {{Référence souhaitée}}, et inclure les références utiles en les liant aux notes de bas de page. (Marqué depuis février 2021)
- Son texte doit être wikifié : il ne correspond pas à la mise en forme Wikipédia (style, typographie, liens internes, liens entre les wikis, etc.). (Marqué depuis février 2021)
- Son ton est trop promotionnel ou publicitaire, voire hagiographique. Le texte doit adopter un ton neutre et encyclopédique. (Marqué depuis février 2021)

- Archive Wikiwix
- Bing
- Cairn
- DuckDuckGo
- E. Universalis
- Gallica
- Google
- G. Books
- G. News
- G. Scholar
- Persée
- Qwant
- (zh) Baidu
- (ru) Yandex
- (wd) trouver des œuvres sur Wikidata

Le groupe Godó, officiellement Grupo Godó de Comunicación, SA, est la première société holding de communication de Catalogne. Il a été créé en 1998 et est contrôlé principalement par la famille du magnat Javier Godó. Son origine est liée au journal La Vanguardia, fondée en 1881, et Mundo Deportivo, dont la première publication date de 1906, deux des plus anciens journaux d'Espagne. Il est apparu pour acquérir un plus grand contrôle sur le marché de l'audiovisuel qui le conduira à articuler ses activités dans le monde de la radio, de la télévision, de la presse écrite et numérique, des éditeurs de livres et des nouvelles technologies. Il est présent en Europe et également en Amérique.
La plupart des médias du groupe sont en catalan et en espagnol.

## Médias du groupe Godó

### Presse

#### Journaux
- La Vanguardia
- Mundo Deportivo

#### Revues
- Magazine
- La Vanguardia Dossier,
- Què Fem?
- Salud y Vida
- Mujer Vital
- Conocer la Ciencia.
- Historia y Vida.
- H de Vanguardia
- Magazine FA (Magazine Fashion & Arts)

### Médias audiovisuels

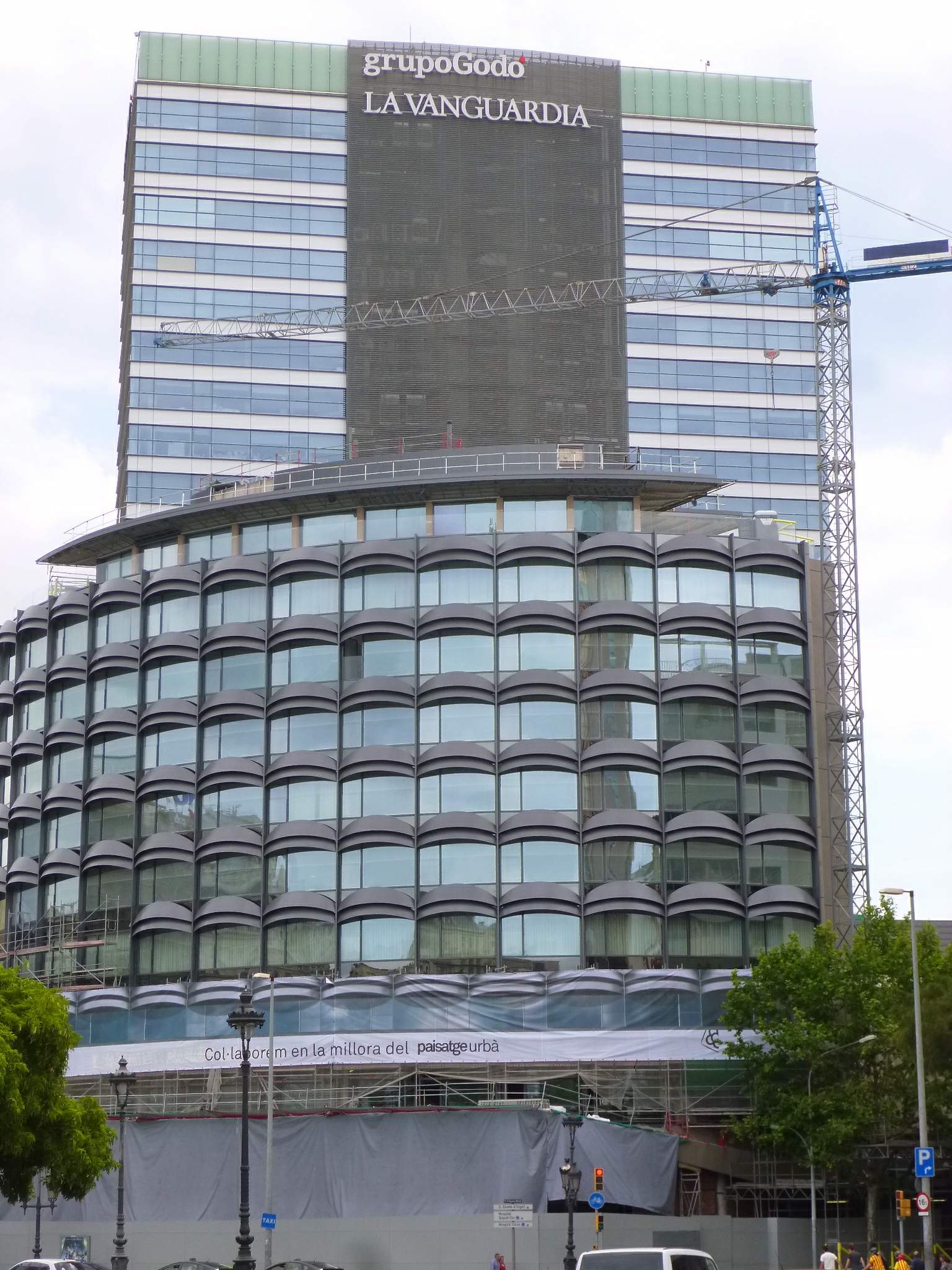
Siège du groupe Godo

#### Radios
- RAC 1
- RAC 105
- 20% de Prisa Radio

#### Internet
- GrupoGodó
- Lavanguardia.com
- Mundodeportivo.com
- RAC1
- Historia y Vida
- Magazine FA
- RAC 105
- Magazine
- Magazine Fashion & Arts
- Vanguardiadossier
- Godo Strategies

## Famille Godó
Famille d'hommes d'affaires et d'hommes politiques catalans actifs depuis le XVIIIe siècle. Le premier membre viennent de la dynastie familiale, originaire de Baldellou (Huesca), était Ramón Godó (Baldellou, 1717-Igualada, 1798), installé à Igualada avec son fils, qui s'établit comme tisserand, Ramón Godó Mas (Baldellou , 1742- Igualada, 1813). Au cours de la première moitié du xixe siècle, l'essor de l'industrie textile a permis à la famille Godó d'atteindre un haut niveau de développement économique et d'intervenir dans la politique municipale d'Igualada. Les frères Carlos Godó y Pié (Igualada, 1834-Teiá, 1897) et Bartolomé Godó y Pié (Igualada, 1837-Barcelone, 1894) se sont installés à Barcelone pour se déplacer plus tard à Bilbao et Oviedo, où ils ont établi des délégations de l'industrie textile famille, mais la crise qui a conduit au développement de la troisième guerre carliste (1872-1876), les a forcés à les fermer et à retourner à Barcelone.